# Ein Herz für Tiere
Ein Herz für Tiere ist eine monatlich erscheinende, deutschsprachige Publikumszeitschrift mit den Themengebieten Tiere und Natur und richtet sich an Tierhalter und -freunde. Ein Herz für Tiere enthält neben Nachrichten und Reportagen zu diesen Themen und Tipps zur Haustierhaltung Neuigkeiten aus der Tierwelt, aus der Heimtierforschung, aus Wissenschaft und
Tiermedizin. Herausgegeben wird die Zeitschrift durch die Ein Herz für Tiere Media GmbH, einem Tochterunternehmen des Verlagshauses GeraNova Bruckmann.

## Geschichte und Entwicklung
Ein Herz für Tiere wurde von Helmut Markwort, damals Chefredakteur der Zeitschriften Gong und die aktuelle, und seinem Nachrichten-Chef Jochen Birr entwickelt. Das Magazin kam am 24. September 1982 erstmals in den Handel.
Seit 1987 erscheint Ein Herz für Tiere auch in den Niederlanden und in Belgien unter dem Titel Hart voor Dieren. 1993 wurden aus Ein Herz für Tiere heraus die Zeitschriften Partner Hund und Geliebte Katze sowie später DOGStoday als line extension entwickelt. Am 13. Juli 2013 startete der Ableger CATStoday.  Im August 2016 übernahm die Ein Herz für Tiere Media GmbH zudem die Zeitschrift Mein Hund und ich vom Verlag Pabel-Moewig.

## Auflagenstatistik
Im vierten Quartal 2015 lag die durchschnittliche verbreitete Auflage nach IVW bei 53.396 Exemplaren. Das sind 3413 Exemplare pro Ausgabe mehr (+6,83 %) als im Vergleichsquartal des Vorjahres.
| Anzahl der Ausgaben | Anzahl der Ausgaben | Anzahl der Ausgaben | Anzahl der Ausgaben | Anzahl der Ausgaben |
| ------------------- | ------------------- | ------------------- | ------------------- | ------------------- |
| Quartal             |                     |                     | Auflage a           |                     |
| IV/1998             | IV/1998             |                     | 151.630             | 151.630             |
| IV/1999             | IV/1999             |                     | 138.311             | 138.311             |
| IV/2000             | IV/2000             |                     | 130.094             | 130.094             |
| IV/2001             | IV/2001             |                     | 138.173             | 138.173             |
| IV/2002             | IV/2002             |                     | 163.743             | 163.743             |
| IV/2003             | IV/2003             |                     | 130.602             | 130.602             |
| IV/2004             | IV/2004             |                     | 125.442             | 125.442             |
| IV/2005             | IV/2005             |                     | 122.406             | 122.406             |
| IV/2006             | IV/2006             |                     | 107.772             | 107.772             |
| IV/2007             | IV/2007             |                     | 102.578             | 102.578             |
| IV/2008             | IV/2008             |                     | 98.381              | 98.381              |
| IV/2009             | IV/2009             |                     | 89.821              | 89.821              |
| IV/2010             | IV/2010             |                     | 82.157              | 82.157              |
| IV/2011             | IV/2011             |                     | 63.742              | 63.742              |
| IV/2012             | IV/2012             |                     | 53.646              | 53.646              |
| IV/2013             | IV/2013             |                     | 51.674              | 51.674              |
| IV/2014             | IV/2014             |                     | 49.983              | 49.983              |
| IV/2015             | IV/2015             |                     | 53.396              | 53.396              |
| Quelle: IVW         |                     |                     |                     |                     |